# Зустрічний
Зустрічний — вузлова залізнична станція Дніпровської дирекції Придніпровської залізниці на перетині ліній Апостолове — Нижньодніпровськ-Вузол та 175 км — Зустрічний, за 13 км на захід від станції Нижньодніпровськ-Вузол. Розташована на півдні міста Дніпро, у Шевченківському районі міста , неподалік від житлового масиву «Тополя-1».

## Пасажирське сполучення
На станції зупиняються приміські поїзди сполученням Дніпро — Апостолове.